# 張天欽
張天欽（1954年3月8日—），中華民國台灣政治人物、律師，民主進步黨籍，曾任行政院大陸委員會副主任委員、海基會副董事長、促進轉型正義委員會副主任委員（撤職）等職務。

## 生平
張天欽1954年出生於台灣嘉義縣，父親是六腳鄉蒜頭小學校長張慶星，母親畢業於家齊女中，後辭職成為全職主婦。張家共有兄弟姊妹八人，張天欽為最小的孩子。其妻子為監察委員楊芳婉。張天欽曾先後就讀於國立臺灣大學和美國杜蘭大學，並獲得杜蘭大學法學博士學位。在美留學期間為爭取報考路易斯安那州律師資格向該州法院提起違憲訴訟，他是第一位在美國打憲法官司獲得勝訴判決的台灣留學生。
回到台灣后，張天欽成為一名執業律師，先後在理律法律事務所和海國法律事務所任職。由於曾協助二二八事件受難家屬及團體爭取賠償調整，張天欽被推為二二八基金會首屆董事，此後又因白色恐怖基金會蔡清彥董事長商請幫忙，從而與轉型正義相關事務有所接觸。
1991年以無黨籍身分參選第二屆國民大會代表，僅得3,604票落選。
1995年以民主進步黨籍參選金門縣立法委員，僅獲得578票，未能當選。
張天欽在其自傳中表示，自己因能在短時間內以「非專業」身分達成任務而感到自豪。留美期間，張天欽曾在50天之內通過了路易斯安那州的律師資格考試；2003年12月，張天欽又以「非專業」身分擔任國家通訊傳播委員會籌備處兼任法制組長，并妥善完成了任務。
2016年6月，張天欽因其法律專才，被任命為行政院大陸委員會副主任委員，主責督導法律業務；9月又被任命為海基會副董事長兼秘書長。2018年5月，張天欽卸下陸委會副主委一職，轉任促進轉型正義委員會副主委，同年9月12日因“東廠風波”引咎辭職。2019年10月1日，監察院以12比0的票數通過彈劾張天欽，移送公務員懲戒委員會。

## 爭議事件

### 東廠錄音風波
2018年9月11日，台灣《鏡周刊》在網路上發佈了一段錄音。曝光錄音顯示，時任促轉會副主委的張天欽在內部會議提及「除垢」時稱「你看侯友宜，這個如果沒有操作，很可惜」，要求其他研究員加班也要找出各國類似侯友宜的案例，稱侯友宜「是轉型正義最惡劣的例子」。此外又表示「我們本來是南廠，現在變西廠，後來升格變東廠」，並意圖和立委套招影響侯友宜選舉。消息傳出，引發輿論嘩然，外界紛紛批評張天欽的言論。9月12日，張天欽發佈聲明宣佈辭去促轉會副主委一職，促轉會主委黃煌雄及行政院長賴清德也先後向公眾道歉。其後監察院12票全數通過彈劾案，張氏於2020年3月11日遭公懲會判決撤職，並停止任用兩年。